# آیکن (رایانش)
آیکون کامپیوتر (به انگلیسی: Computer icon) (واژه مصوب:  نَقشَک)، در مقوله نمایش رایانه‌ای، به یک تصویرنگار کوچک گفته می‌شود که به‌عنوان ابزاری برای کمک به کاربران در ناوبری در سیستم رایانه عمل می‌کند. درواقع، آیکون‌ها عکس‌های کوچکی هستند که برای دسترسی سریع به یک نرم‌افزار، عملکرد، فایل داده، ... درون سیستم رایانه؛ و در مواردی تصاویر آن‌ها همانند نشان‌های راهنمایی و رانندگی است.

## تاریخچه
با ظهور قابلیت نمایش تصاویر گرافیکی بیتی (شطرنجی) در رایانه‌ها، آیکن‌ها به‌عنوان ابزاری برای کمک به کاربران در راهبری به وجود آمدند. آیکن‌ها ابتدا در دهه هفتاد و توسط کمپانی زیراکس برای کمک به کاربران تازه‌کار طراحی شدند. پس از آن نیز توسط کمپانی‌های مایکروسافت و اپل مکینتاش در سیستم‌عامل هایشان رواج پیدا کردند.
یک آیکن می‌تواند بسته به مشخصات فنی دستگاه نمایش، ترجیحات کاربر و شرایط بینایی او اندازه‌ای از ۱۶×۱۶ پیکسل تا ۱۲۸×۱۲۸ پیکسل داشته باشد. برخی از سیستم‌عامل‌ها، آیکن‌هایی تا اندازه ۵۱۲×۵۱۲ پیکسل را نیز پشتیبانی می‌کنند.
آیکون‌ها ابتدا در دهه 70 میلادی توسط کمپانی زیراکس برای کمک به کاربران تازه‌کار معرفی شدند. سپس در دهه 80 توسط کمپانی‌های اپل و مایکروسافت برای استفاده در سیستم‌عامل‌های خود (Apple Macintosh و Windows) رواج یافتند. با رشد فناوری و ظهور دستگاه‌های موبایل، آیکون‌ها در طراحی اپلیکیشن‌ها و وب‌سایت‌ها نیز به بخش جدایی‌ناپذیر تبدیل شدند. امروزه، آیکون‌ها در همه‌جا، از جمله در رابط کاربری اپلیکیشن‌های موبایل، وب‌سایت‌ها، و سیستم‌های دسکتاپ، به‌طور گسترده استفاده می‌شوند.

## جایگاه و جانمایی
برای نشان دادن تعداد زیادی از آیکن‌ها که پیچیدگی رو به رشد یک دستگاه را نشان می‌دهد، سیستم‌های مختلف، روش‌های مختلفی برای اداره فضای قابل رویت دارند. در مانیتور رایانه‌ها در صفحه اصلی یا دسکتاپ، مجموعه‌ای از آیکن‌ها وجود دارند که دسترسی سریع به عملکردهای رایج را برای کاربران فراهم می‌کند.
• “آیکون‌ها باید به‌گونه‌ای طراحی شوند که به راحتی قابل شناسایی و فهم باشند. در طراحی مدرن آیکون‌ها، اصول UI/UX و تجربه کاربری (UX) بسیار اهمیت دارند. به عنوان مثال، طراحی فلت (Flat design) و طراحی متریال (Material design) از جمله روندهای مهم در طراحی آیکون‌ها به‌شمار می‌روند. در این راستا، ابزارهای طراحی مانند Adobe XD، Sketch و Figma به طراحان این امکان را می‌دهند که آیکون‌هایی با کیفیت بالا و مطابق با نیاز کاربران طراحی کنند.

## طرح

### شکل
شکل آیکن باید به آسانی قابل تشخیص باشد و در نمایشگرهای با اندازه‌های مختلف به‌خوبی دیده شود.

### رنگ
رنگ آیکن باید کاملا قابل رویت  باشد تا به آسانی خود را در صفحه نشان دهد و با رنگ پس‌زمینه یکی نباشد تا به خوبی دیده شود و در صورت استفاده از یک رنگ، باید متضاد و قابل رویت و تار نباشد 

### اندازه و مقیاس
اندازه آیکن باید به اندازه انگشت شست یک فرد بالغ باشد و حتی در دستگاه‌های لمسی هم بتوان از آن استفاده نمود و هنگان کار با ان اذیت نشد.

### فرمت
فرمت فایل آیکن می تواند PNG، SVG، PDF مورد استفاده قرار گیرد. فرمت JPG / JPEG  فرمت مناسبی برای آیکن نیست.